# ألان سوندرز
ألان سوندرز (15 ديسمبر 1892 في المملكة المتحدة - 26 فبراير 1957 في المملكة المتحدة) (بالإنجليزية: Alan Saunders)‏ هو لاعب كريكت بريطاني (وحمل سابقاً جنسية المملكة المتحدة لبريطانيا العظمى وأيرلندا). لعب مع نادي مقاطعة ساسكس للكركيت ‏.

## وصلات خارجية
- ألان سوندرز على موقع إي آس بي آن كريك إنفو (الإنجليزية)